# Sarah Palin
Sarah Louise Palin; rojena Heath (11. februar 1964) je ameriška političarka, komentatorka in pisateljica. Bila je deveta guvernerka Aljaske med letoma 2006 in 2009. Kot kandidatka republikanske stranke za podpredsednico na predsedniških volitvah leta 2008 ob senatorju iz Arizone Johnu McCainu je bila prva Aljaska na nacionalni listi velike stranke in prva republikanka, nominirana za podpredsednico. Njena knjiga Going Rogue je bila prodana v več kot dveh milijonih izvodov. Od januarja 2010 pripravlja politične komentarje za Fox News in vodi televizijsko oddajo Sarah Palin's Alaska.
Leta 1992 je bila izvoljena v mestni svet mesta Wasilla, leta 1996 pa je postala županja mesta Wasilla. Leta 2003 je bila po neuspešni kandidaturi za viceguvernerko imenovana za predsednico Komisije za ohranjanje nafte in plina na Aljaski, ki je odgovorna za nadzor nad varnostjo in učinkovitostjo naftnih in plinskih polj v državi. Palinova je bila kot najmlajša oseba in prva ženska izvoljena za guvernerko Aljaske in je to funkcijo opravljala od decembra 2006 do svojega odstopa julija 2009. Od takrat je podpirala in vodila kampanjo za gibanje Tea Party ter več kandidatov na vmesnih volitvah leta 2010.
Palinova je kandidatka za predstavniški dom Združenih držav Amerike v kongresnem okrožju Aljaske na volitvah leta 2022. Za to funkcijo se je neuspešno potegovala na izrednih volitvah leta 2022.

## Osebno življenje in izobraževanje
Palinova se je rodila v Sandpointu v Idahu Charlesu R. "Chucku" Heathu, učitelju naravoslovja in trenerju atletike, ter Sarah "Sally" (rojeni Sheeran), šolski tajnici. Palinovi bratje in sestre so Chuck mlajši, Heather in Molly. Palinova ima angleške, irske in nemške prednike.
Ko je bila Palinova stara nekaj mesecev, se je z družina preselila v Skagway na Aljaski , kjer je njen oče dobil službo učitelja.  Leta 1969 so se preselili v Eagle River in nato v Wasillo leta 1972.  
Palinova je v gimnaziji igrala flavto v skupini, nato pa je obiskovala srednjo šolo Wasilla, kjer je bila vodja društva krščanskih športnikov. V zadnjem letniku je bila sokapetan in branilka košarkarske ekipe, ki je leta 1982 osvojila državno prvenstvo Aljaske, zaradi svoje tekmovalnosti pa je dobila vzdevek "Sarah Barracuda".

## Politika Aljaske
Palinova je bila med letoma 1992 in 1996 članica mestnega sveta mesta Wasilla na Aljaski, med letoma 1996 in 2002 pa je bila vodja mesta ali županja. Leta 2002 je poskušala postati pomočnica guvernerja Aljaske (namestnica guvernerja), vendar je tekmo izgubila. Palinova je od leta 2003 do 2004 vodila Komisijo za ohranjanje nafte in plina na Aljaski, novembra 2006 pa je bila izbrana za guvernerko Aljaske tako, da je bila najprej izbrana za izbiro republikanske stranke, nato pa je bila izbrana pred moškim iz demokratske stranke, ki je bil dvakrat guverner države. Bila je najmlajša guvernerka Aljaske in prva ženska guvernerka države. Odstopila je 26. julija 2009. Čeprav je bila izvoljena na podlagi platforme čiste vlade, je bila kriva za številne etične primere, ki so bili sproženi proti njej. Dejala je, da so ji sodni stroški in čas preprečevali, da bi opravljala svoje delo.

## Volitve 2008
29. avgusta 2008 je John McCain, ki je bil po izboru republikanske stranke kandidat za predsednika ZDA, izjavil, da si želi, da bi Palinova postala podpredsednica. Na republikanski nacionalni konvenciji leta 2008 v Saint Paulu v Minnesoti je bila izbrana za kandidatko republikanske stranke. Bila je prva ženska, ki jo je republikanska stranka izbrala, da bi poskušala postati predsednica ali podpredsednica, in prva oseba z Aljaske, ki jo je za eno od teh funkcij izbrala bodisi republikanska bodisi demokratska stranka. Številnim republikancem je bila izbira všeč, vendar so mnogi drugi menili, da nima dovolj izkušenj in da ni dovolj pametna. Ta podoba je nastala zaradi napak v njenih govorih in intervjujih z novinarji, kot sta Katie Couric in Charles Gibson. Njen nasprotnik je bil Joe Biden, ki je zmagal.

## Po volitvah 2008
Palinova je 26. julija 2009 odstopila kot guvernerka.
Leta 2009 je Palinova s pomočjo napisala knjigo o svojem življenju z naslovom Going Rogue. Bila je na vrhu seznama najbolje prodajanih knjig, na podpisovanje knjig pa je privabljala velike množice ljudi.
Januarja 2009 je ustanovila odbor za politično delovanje Sarah PAC. Od leta 2009 je večkrat govorila na srečanjih konservativnega gibanja Tea Party. Od januarja 2010 je plačana sodelavka televizijske postaje Fox News Channel.
14. novembra 2010 je na televiziji TLC debitirala oddaja Sarah Palin's Alaska, ki jo je vodila Sarah Palin. Oddaja je bila po eni sezoni ukinjena. 5. oktobra 2011 se je odločila, da ne bo kandidirala na predsedniških volitvah leta 2012, ker je želela preživeti več časa s svojo družino. 
Januarja 2016 je Palinova napovedala podporo Donaldu Trumpu na volitvah leta 2016 . 
Palinova je 1. aprila 2022 napovedala, da se bo potegovala za mesto v kongresu Aljaske, ki je ostalo prazno po smrti kongresnika Dona Younga.Na posebnih volitvah je izgubila proti demokratki Mary Peltola. Zdaj se na splošnih volitvah novembra 2022 poteguje proti Peltoli.